# Psi1 Aquarii
Psi1 Aquarii (HD 219449, anche indicata come 91 Aquarii) è un sistema stellare di magnitudine 4,21 situato nella costellazione dell'Aquario. Dista 148 anni luce dal sistema solare.

## Osservazione
Si tratta di una stella situata nell'emisfero celeste australe, ma molto in prossimità dell'equatore celeste; ciò comporta che possa essere osservata da tutte le regioni abitate della Terra senza alcuna difficoltà e che sia invisibile soltanto molto oltre il circolo polare artico. Nell'emisfero sud invece appare circumpolare solo nelle aree più interne del continente antartico. Essendo di magnitudine 4,2, la si può osservare anche dai piccoli centri urbani senza difficoltà, sebbene un cielo non eccessivamente inquinato sia maggiormente indicato per la sua individuazione.
Il periodo migliore per la sua osservazione nel cielo serale ricade nei mesi compresi fra fine agosto e dicembre; da entrambi gli emisferi il periodo di visibilità rimane indicativamente lo stesso, grazie alla posizione della stella non lontana dall'equatore celeste.

## Sistema stellare
HD 219449 è un sistema multiplo formato da 5 componenti. La componente principale A è una stella di magnitudine 4,21.
Separata da 49,6 secondi d'arco da A e con angolo di posizione di 312 gradi si trova una compagna binaria, Psi1 Aquarii B e Psi1 Aquarii C, 2 nane arancioni separate tra loro da 0,3 secondi d'arco e con un angolo di posizione di 105 gradi. B e C sono rispettivamente di magnitudine 10,3 e 11,5 e la distanza reale tra loro varia da 12 a 31 U.A. a causa di un'alta eccentricità orbitale. Il periodo orbitale delle 2 compagne è di circa 84 anni, mentre entrambe distano da A oltre 2300 U.A. e impiegano oltre 56.000 anni a compiere una rivoluzione attorno alla gigante.
La gigante arancione è più giovane rispetto al Sole, la sua età è stata stimata in 3 miliardi di anni (il margine di errore è però alto), tuttavia, essendo nata probabilmente come una stella di classe F con una massa circa il 40% in più rispetto a quella del Sole, si è evoluta più rapidamente, aumentando le sue dimensioni ed entrando nello stadio di gigante. La sua temperatura superficiale è diminuita a 4600 K, mentre le sue dimensioni sono aumentate, tanto che il suo raggio è di circa 11 R⊙.
Ci sono poi altre componenti che sembrano però non legate gravitazionalmente alle altre 3 ; la componente D è di magnitudine 13,5, separata da 80,4 secondi d'arco da A e con angolo di posizione di 274 gradi. La componente E è di magnitudine 14,3, separata da 19,7 secondi d'arco da B e con angolo di posizione di 341 gradi.

## Sistema planetario
Nel 2003 fu annunciata la scoperta, tramite il metodo della velocità radiale, di un pianeta orbitante attorno a Psi1 Aquarii A. Dopo alcune controversie il pianeta fu confermato nuovamente il 3 gennaio 2011 alla "Conference " Planetary Systems Beyond the Main Sequence" di Bamberga 2010. La sua massa è superiore alle 3 masse gioviane mentre il periodo orbitale è di 181 giorni.

### Prospetto planetario
| Pianeta | Tipo            | Massa   | Periodo orb. | Sem. maggiore | Eccentricità | Scoperta          |
| ------- | --------------- | ------- | ------------ | ------------- | ------------ | ----------------- |
| b       | Gigante gassoso | >3,2 MJ | 181,4 giorni | 0,7 UA        | 0,027        | 2003, 2011 (ric.) |